# Lijst van parken in Amsterdam

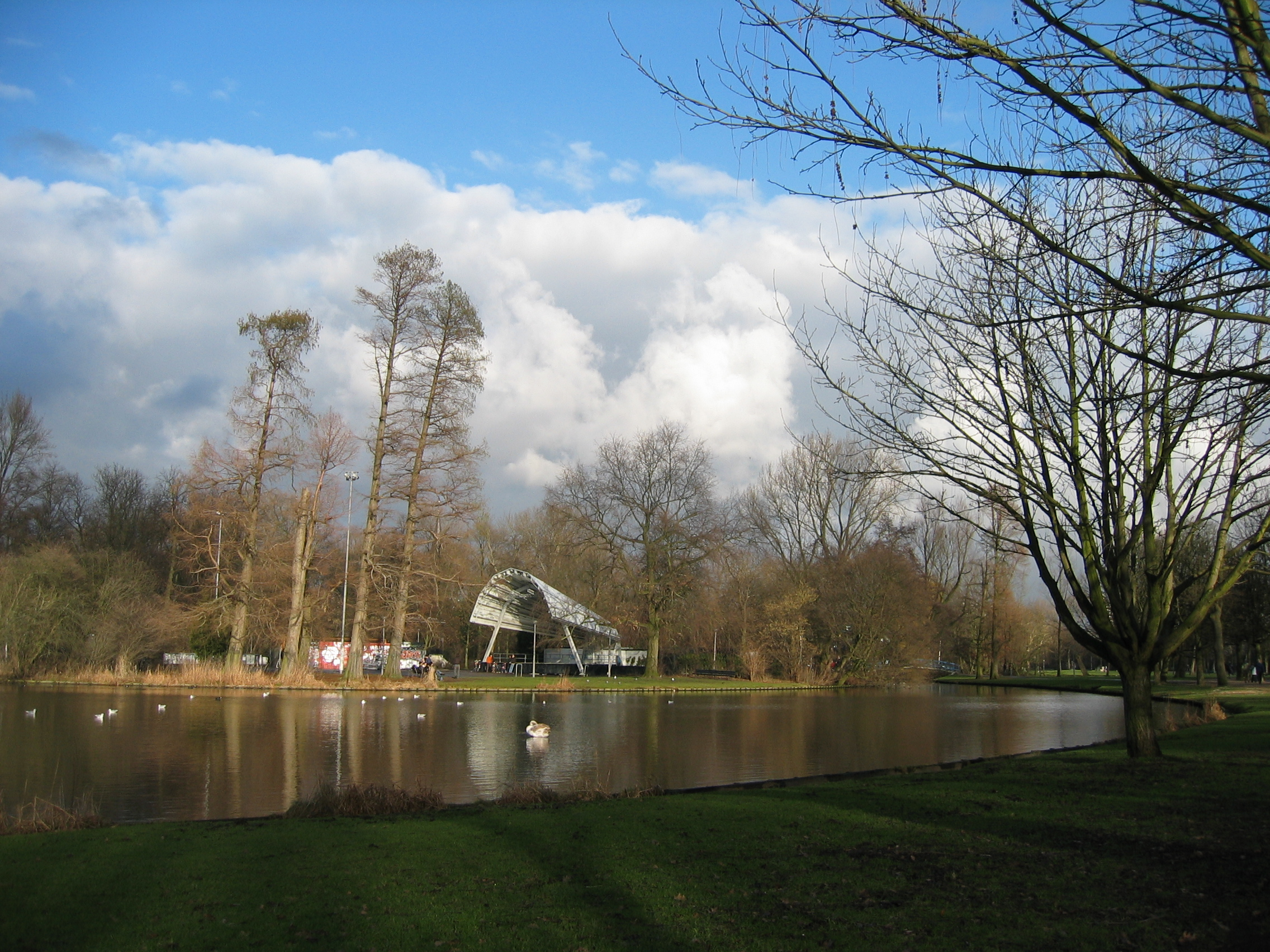
Vondelpark

Amsterdam telt circa 50 parken en recreatiegebieden, waaronder:
- Amstelpark
- Amsterdamse Bos met de Bosbaan
- Baanakkerspark
- Beatrixpark
- Bijlmerweide
- Bilderdijkpark
- Brand Dirk Ochsepark
- Brasapark
- Diemerpark en Diemerzeedijk
- Ed Pelsterpark
- Eendrachtspark
- Erasmuspark
- Flevopark
- Park Frankendael
- Gaasperplas en Gaasperpark
- Gaasperzoom
- Gerbrandypark
- Geuzenbos
- Gijsbrecht van Aemstelpark
- De Hoge Dijk
- Kasterleepark
- Keerkringpark
- 't Kleine Loopveld
- Lange Bretten
- Martin Luther Kingpark
- Nieuwe Bijenpark
- Nieuwe Meer en De Oeverlanden
- Noorderpark (Florapark en Volewijkspark)
- Nelson Mandelapark
- Oeverpark
- Oosterpark
- Stadspark Osdorp
- Oude Bijenpark
- Papaverpark
- Park de Kuil
- Piet Wiedijkpark
- Proefeilandpark
- Rembrandtpark
- Sarphatipark
- Schegpark
- Schellingwouderpark
- Siegerpark
- Sloterplas en Sloterpark
- Snodenhoekpark
- Steigerpark
- Park Somerlust
- Theo van Goghpark
- Tuinen van West
- Vliegenbos
- Vondelpark
- Natuurpark Vrije Geer
- Wertheimpark
- Westerpark, met "cultuurpark" Westergasfabriek
- Wibautpark